# Юная (телесериал)
«Юная» или «Молодая» (англ. Younger) — американский телевизионный сериал, созданный Дарреном Старом, с Саттон Фостер, Хилари Дафф, Деби Мазар и Мириам Шор в главных ролях, который стартовал на TV Land 31 марта 2015 года. Сериал основан на одноимённом романе Памелы Редмонд Сэтран.
Сериал является первым проектом TV Land в рамках отказа канала от классических многокамерных ситкомов на современные, однокамерные. Проект также по замыслу канала позиционируется как потенциальный преемник для подошедшего к концу ситкома «Красотки в Кливленде». Дебютировав 31 марта 2015 года, Younger был встречен с похвалой от критиков, которые высоко оценивали игру Саттон Фостер и романтический тон шоу. Сериал тем временем дебютировал на TV Land, привлекая лишь 504 тысячи зрителей, однако транслируясь на других кабельных сетях Viacom и VOD значительно увеличил аудиторию. 21 апреля 2015 года канал продлил сериал на второй сезон из двенадцати эпизодов, который стартует в январе 2016 года.
За неделю до старта второго сезона, 6 января 2016 сериал был продлён на третий сезон, который стартует 28 сентября 2016 года. 14 июня 2016 года, за три месяца до старта третьего сезона, сериал был продлён на четвёртый сезон.
24 июля 2019 года канал TV Land продлил телесериал на седьмой сезон, премьера которого состоялась 15 апреля 2021 года на стриминговом видеосервисе Paramount+. Премьера заключительной серии состоялась 10 июня 2021 года, а с 7 июля сезон будет повторно показан на TV Land.

## Сюжет
В центре сюжета находится недавно разведённая сорокалетняя женщина Лайза, роль которой играет дважды лауреат премии «Тони» Саттон Фостер, которая в стремлении получить работу помощника у властной и одинокой главы маркетингового отдела Нью-Йоркского Издательского Дома «Empirical» Дианы (Мириам Шор), решает выдать себя за 26-летнюю, при помощи своей лучшей подруги Мэгги (Деби Мазар).

## Актёры и персонажи
- Саттон Фостер — Лайза Миллер
- Хилари Дафф — Келси Питерс
- Деби Мазар — Мэгги Амато
- Мириам Шор — Дайана Траут
- Нико Торторелла — Джош
- Молли Бернард — Лорен Хеллер
- Питер Херман — Чарльз Брукс
- Чарльз Майкл Дэвис — Зейн Андерс

## Список эпизодов
| Сезоны | Сезоны | Эпизоды | Оригинальная дата показа | Оригинальная дата показа |
| Сезоны | Сезоны | Эпизоды | Премьера сезона          | Финал сезона             |
| ------ | ------ | ------- | ------------------------ | ------------------------ |
|        | 1      | 12      | 31 марта 2015            | 9 июня 2015              |
|        | 2      | 12      | 13 января 2016           | 23 марта 2016            |
|        | 3      | 12      | 28 сентября 2016         | 14 декабря 2016          |
|        | 4      | 12      | 28 июня 2017             | 13 сентября 2017         |
|        | 5      | 12      | 5 июня 2018              | 28 августа 2018          |
|        | 6      | 12      | 12 июня 2019             | 4 сентября 2019          |

## Производство
В августе 2013 года было объявлено, что создатель культового шоу «Секс в большом городе» Даррен Стар разрабатывает для TV Land первую комедию канала, снятую одной, а не несколькими камерами и без закадрового смеха. Его сценарий был основан на одноимённом романе Памелы Редмонд Сэтран, рассказывающем о недавно разведённой домохозяйке в большом городе, которая в свои сорок решает найти новую работу, притворившись 20-летней.
В декабре 2013 года было объявлено, что звезда бродвейских мюзиклов Саттон Фостер будет играть ведущую роль в пилоте. 14 января 2014 года Хилари Дафф подписалась играть роль коллеги по новой работе главной героини. 27 января было объявлено, что Мириам Шор будет играть роль властного босса в фирме, куда устраивается персонаж Фостер. 7 февраля кастинг завершился с добавлением Деби Мазар в роли лучшей подруги главной героини. Патриция Филд, художник по костюмам сериала «Секс в большом городе», тем временем занялась стилем главных героинь.
Съёмки пилотного эпизода, режиссёром которого также выступил Даррен Стар, проходили в феврале 2014 года в Нью-Йорке. 14 апреля канал утвердил пилот и заказал съёмки первого сезона из двенадцати эпизодов для трансляции позже в 2014 году. 10 июня канал выпустил первый трейлер к шоу.